# Бернацький Володимир Нифонтович

На ювілейній виставці 2008 року у полтавському художньому салоні

Володи́мир Ни́фонтович Берна́цький  (пол. Biernácki, Bernácki рос. Берна́цкий англ. Bernátskyi) (*8 червня, 1938, Сосниця — 20 червня 2019, Полтава) — український митець, художник, графік, дизайнер, педагог.

## Біографія
Народився 8 червня 1938 року, у містечку Сосниці Чернігівської області. Батько — Бернацький Нифонт Григорович, мати — Бернацька (Христич) Єфросинія Іванівна.
Член НСХУ (1988). Закінчив Український поліграфічний інститут імені Івана Федорова (нині — Українська академія друкарства) (1969; кл. А. Попова, Ю. Гапона, Сільвестрова, Попова, Овчіннікова).
1964-74 — художник-конструктор Бюро виробничої естетики НДІ Хіммаш (Полтава); від 1974 — графік Полтавського художньо-виробничого комбінату. Учасник міських, республіканських (від 1978) і всесоюзних (від 1982) виставок. Персональні — у Полтаві (1999, 2002). Працює в галузі ужиткової графіки та проектування інтер'єрів. Малює також портрети, натюрморти, пейзажі та гобелени. Твори зберігаються в Полтавському краєзнавчому музеї та фондах НСХУ. Мешкає у м. Полтаві.

### Походження роду
Зі слів художника, його прадід Нифонт Бернацький мав польське походження. Про обставини життя Нифонта Бернацького відомо, що він служив дияконом у Православній Церкві у селі Семенівка на Чернігівщині, мав багатодітну родину. Як і чому він потрапив на Чернігівщину достеменно невідомо. Один з його синів Григорій — дід художника, він був регентом (диригентом церковного хору).

## Творчість
Інтер'єри аеропорту (1981) та автовокзалу (1982) в Полтаві; плакати — «Рівновага», «Містам — чисте небо» (обидва — 1978), «60-річчя створення СРСР», «Атмосфері бути чистою», «Кінець бліцкригу» (усі — 1982), «Перевіряй роботу якістю», «Спочатку рахувати — потім сіяти», «Пам'ятати завжди» (усі −1985); натюрморти — «Квіти» (1999), «Жовті тюльпани» (2002). У живописі надає перевагу акварелі.

## Спогади сучасників
В. Бернацький в 50-60-70-ті роки XX століття був генератором нових ідей, проектів, які не лише впливали на духовну ауру інтелігенції Полтави, а й замінювали обличчя обласного центру. На ювілейній виставці до 70-річчя від дня народження митця, Микола Підгорний, заслужений художник України, пригадуючи ті роки спільної праці, сказав: "Володимир Бернацький зробив революцію в дизайні минулого сторіччя. Шрифтами — творінням його рук — користується вже не одне покоління художників Полтавщини". Саме цей митець відстоював в нашому краї право особистості на свою думку, навіть на зачіску. У ті роки місцева влада вела активну боротьбу з довгим волоссям у чоловіків. І лише два товариша В. Бернацький і М. Підгорний відстояли своє право носити довге волосся, інші художники змушені були зробити короткі зачіски.
Моє знайомство з Володимиром Бернацьким відбулося під час Новорічних свят у 1997 році. Я прийшла до скульптора і художника Анатолія Івановича Величка, щоб взяти інтерв'ю для газети "Приватна справа". Як з'ясувалося, їхні майстерні були на одному поверсі. Так ми і познайомилися. Я побачила цікавого оповідача Із зовнішністю аристократа, який нагадав мені героїв Івана Тургенєва з соціально-психологічного роману "Дворянське гніздо".

## Зовнішні ланки
- Володимир Бернацький на сайті НСХУ [Архівовано 15 квітня 2015 у Wayback Machine.]
- Музичні акварелі Володимира Бернацького [Архівовано 12 березня 2016 у Wayback Machine.]
- До 70-літнього ювілею митця
- Акварель та Дизайн Галерея малярства та графіки Володимира Бернацького [Архівовано 27 вересня 2016 у Wayback Machine.]
- Володимир Бернацький на сайті Енциклопедії Сучасної України [Архівовано 20 грудня 2016 у Wayback Machine.]